# Thermovirga
Thermovirga è un genere di batterio appartenente alla famiglia delle Syntrophomonadaceae.